# 178
178 (сто седемдесет и осма) година по юлианския календар е невисокосна година, започваща в сряда. Това е 178-а година от новата ера, 178-а година от първото хилядолетие, 78-а година от 2 век, 8-а година от 8-о десетилетие на 2 век, 9-а година от 170-те години. В Рим е наричана Година на консулството на Сципион и Руф (или по-рядко – 931 Ab urbe condita, „931-ва година от основаването на града“).

## Събития
- Консули в Рим са Сервий Сципион Орфит и Децим Руф Юлиан.